# Sundray Tucker
Sundray Tucker (Philadelphia, Pennsylvania, 23 maart 1945) is een Amerikaanse zangeres. Ze is de oudste dochter van Ira Tucker (van de Dixie Hummingbirds) en Louise Tucker. Haar zus, Lynda Tucker, is voormalig lid van The Supremes en maakt nu deel uit van Former Ladies of the Supremes, kortweg FLOS. Haar broer is Ira Tucker jr.

## Vroeger jaren
Tucker begon op haar veertiende te zingen bij The Ordettes 1959, waar ook oprichtster Patricia Louise Holt in zong (de latere Patti Labelle). The Ordettes gingen samen met The Del Capris en tezamen noemden ze zich The Bluebells. Na twee jaar hield ze het voor gezien en nam Cindy Birdsong haar plaats in.
Op haar zestiende nam ze haar eerste soloplaatje "Have It Your Way" op bij Peacock Records in Texas. Ook bracht ze het nummer "I've Got A Good Thing" uit. Ze raakte betrokken bij Bernadelli Productions, waar ze samen met Leon Huff materiaal begon te schrijven voor Gamble and Huff.
In 1968 tekende Tucker een contract bij Madera White Productions en onder de naam Cindy Scott nam ze bij Neptune nummers op. De naamsverandering was nodig vanwege Don Robey, de oud-oprichter van Peacock Records, die haar op schandelijke wijze probeerde te dwarsbomen. De deal verzuurde toen Robey weigerde nogmaals opnames met haar te maken en hield haar aan het verstikkende contract, dus besloot ze twee namen samen te voegen: Cindy (omdat mensen tegen haar zeiden dat ze zoveel op Cindy Birdsong leek) en Scott (de achternaam van haar beste schoolvriendin Kay Scott). Zo kon ze het nummer "I Love You Baby" (een Northern Soul-klassieker; B-kant "In Your Spare Time") opnemen.
In 1967 zong Tucker korte tijd bij de Three Degrees en ging ze met Fayette Pickney en Helen Scott op tournee. Voor zover bekend zijn er geen opnames waarop Sundray te horen is.

## Stevie Wonder
Eind 1969 vergezelde Tucker haar zus Lynda en derde lid Terri Hendricks als achtergrondzangeressen tijdens de tournee met Stevie Wonder om het nummer "Signed, Sealed, Delivered, I'm Yours" te promoten. De groep stond bekend onder de naam "The Third Generation", maar omdat ze het vaste achtergrondkoor waren werd het al snel veranderd in "Wonderlove". Haar aandeel bij Wonderlove was maar van korte duur, toen ze de leadzangeres werd van Ernie Terrell and the Heavyweights in 1970. Ze verving Ernie's zus Jean Terrell, die op haar beurt Diana Ross bij The Supremes verving.

In 1976 zong Tucker in het achtergrondkoor van Stevie Wonder's juichend ontvangen album "Songs In The Key of Life", zong ze mee op verschillende andere nummers en was ze de belangrijkste zangeres in het nummer "Ordinary Pain".

## The Supremes en FLOS
Tijdens haar lange en vermaarde carrière stond Tucker op de een of andere manier al in verbinding met The Supremes.

Dat begon al in 1962 toen ze door Cindy Birdsong vervangen werd bij The Ordettes. Birdsong verliet die groep in 1967 om Florence Ballard bij The Supremes te vervangen. Toen Birdsong in 1971 aangaf meer tijd te willen besteden aan haar gezin en dus weg zou gaan bij The Supremes, dacht ze dat het een goed idee zou zijn om Tucker haar plaats in te laten nemen. Maar door contractuele verplichtingen kon dat helaas niet doorgaan, dus stelde Tucker voor dat haar zus, Lynda, in haar plaats zou komen.
Toen Jean Terrell in 1993 vertrok bij de FLOS, werd ze vervangen door Tucker, die al snel de harten van de fans veroverde. Ze werd namelijk benaderd door Scherrie Payne en haar zus Lynda. In maart van dat jaar maakte ze haar debuut tijdens een tournee in Japan. In de herfst van dat jaar kwam het album "Supreme Voices" uit waarop Sundray voor het eerst te horen was. In het nummer "I'm A Fool For Love" was ze de leadzangeres en in de remake van George Benson's nummer "Give Me The Night" deelde ze de leadzang met Scherrie en Lynda. De heruitgave van The Supremes-klassieker uit 1970, "Up The Ladder To The Roof", was het hoogtepunt op het album en de studioversie van het nummer "How Do You keep The Music Playing" werd een toegift tijdens de concerten.
Het jaar daarop kwam het album "Supremely Yours" uit, geproduceerd door de Brit Steve Weaver en staat gelijk aan het album "Supreme Voices". De bijgevoegde tekst kwam van de Motown-historica Sharon Davis, die veel aanzien geniet. Tucker had veel kans om te schitteren op diverse gedeelde lead-teksten met Scherrie en Lynda, zoals "Feel Liek Making Love", "Stop To Love" en een andere glorieuze remake van The Supremes uit de jaren van 1970 "Touch". De nummers "Stop! I Don't Need No Sympathy", "Never Can Say Goodbye" en " Just Like That" zijn door Sundray als leadzangeres gezongen. Haar eigen nummer "I Love You Baby" werd tussen de opnames met The Supremes door opnieuw door Tucker opgenomen en zou op het vervolgalbum van "Supremely Yours" komen te staan, maar helaas werd het project uitgesteld en is uiteindelijk helemaal niet doorgegaan. Daarvoor in de plaats nam de groep de enorme taak op zich om het liedboek van The Supremes opnieuw op te nemen. Hoewel niet bevestigd, zouden door Tucker nog andere nummers zijn opgenomen toen ze nog bij de groep was. Het zou gaan om de nummers "Nervous", "Hey Love" en "After All The Good Times".
In de zomer van 1996 verliet Tucker de groep om zich te concentreren op andere projecten en Freddi Poole nam haar plaats.

## Revival
In 1999 werd bekendgemaakt dat het Britse onafhankelijke platenlabel Driving Wheel Records een contract had afgesloten met Tucker. In die tijd had Tucker haar oude naam Cindy Scott weer aangenomen. Eigenaar en producent Dave Powner hield toezicht op de creatie van een album waarbij Sundray/Cindy door enkele nummers zou zweven en ze haar vocale talenten optimaal zou kunnen benutten. De achtergrondzangeres was haar trouwe vriendin en voormalig achtergrondzangeres van Timmy and The Persianettes Vera Carey. Het resultaat van dit album, "The Loving Country", kwam in 2000 op de markt.
In de zomer van 2000 had ze haar eerste solo-optreden in de Patshull Golf & Country Club even buiten Wolverhampton in Engeland. Van dit optreden kwam in 2002 een beperkte oplage uit onder de titel "Live and Red Hot".
In 2004 kwam het studioalbum "Return to the Loving Country" uit en was net zo krachtig en met een rijke mengeling van sounds en stijlen, terwijl de samenhangende stijl gehandhaafd bleef; precies zoals het vorige album.

## Solo
Als Sandra Kay Tucker - Peacock Records
- Have It Your Way / I've Got A Good Thing
- Nobody Will (niet uitgebracht)
- Step By Step (niet uitgebracht)

Als Cindy Scott And The Cousins - Benn Lee Records
- What Are You Doing To Me (niet uitgebracht)
- I Got News (niet uitgebracht)
- Lazy Lover (niet uitgebracht)

Als Cindy Scott
- I Love You Baby / In Your Spare Time - Veep Records
- I've Been Loving You Too Long / Time Can Change A Love - Veep Records
- The Loving Country / I've Been Loving You Too Long - DWR Records

Duetten met Bunny Sigler - Neptune Records
- Sure Didn't Take Long
- We're Only Human
- Conquer The World Together

Als Sundray Tucker:
- Do Re Mi (niet uitgebracht)
- Don't Know How (niet uitgebracht)
- My Melody (niet uitgebracht)
- Said What I Said (niet uitgebracht)
- You Should Rock, You Should Roll (niet uitgebracht)
- The Last Grand Dance
- Mr Lovin'
- In Love Maybe
- If It Was Me/ Ask Millie - TK Records
- Fancy Dancer (niet uitgebracht) - TK Records
- Try My Love / Is It Possible - Grace Note Records